# باشگاه فوتبال ساوتویک
باشگاه فوتبال ساوتویک (به انگلیسی: Southwick Football Club) یک باشگاه فوتبال در شهر ساوتویک، ساسکس غربی، کشور انگلستان است که در سال ۱۸۸۲ میلادی تأسیس شده‌است.